# ラルンガル僧院

西側からのパノラマ写真

ラルンガル僧院（ラルンガル・ゴンパ、チベット文字：བླ་རུང་ལྔ་རིག་ནང་བསྟན་སློབ་གླིང་, ワイリー方式:bla rung lnga rig nang bstan slob gling, 中国語簡体字:喇荣五明佛学院）は、中国四川省カンゼ・チベット族自治州色達県にある世界最大の仏教学院である。標高4千メートルの高地に、4万以上の修行小屋が立ち並ぶチベット仏教の聖地である。
この僧院の目的は、チベット仏教の宗教的な教育を提供し、1966 - 1976年の中国文化大革命後のチベット全土の学識と瞑想を刷新する必要性を満たす事であった。

## 歴史
隔絶された地であるにもかかわらず、1980年当初はチベット仏教の高僧ケンポ・ジグメ・プンツォクの家に集った少数の弟子たちのみであったが、2000年までに約1万人、 2015年には4万人に達した。ケンポ・ジグメ・プンツォはチベット高僧テルトン・ソギャルの生まれ代わりとされている。
2001年に、中国は「社会の安定性の懸念」から2,000戸を破壊、人口を1,400人に制限した。その後、住民などの手で毎年1,000以上の家が建てられていたが、しかし、2014年1月の大火事で木造の約100戸が燃えてしまった。
2016年7月22日に、中国の警官と私服警官が地方自治体が先月に命じた命令に基づいて、家の破壊を開始した。中国政府は「分離主義勢力を亡命させる」ための情報を流布するハブセンターと見なしており、設定した上限の5,000戸以内に抑えるための段階的な手順を示した8か条のガイドブックを発行した。2016年12月6日、チベット亡命政府は、国連にこの問題に介入するよう求めた。2016年12月15日、欧州議会は中華人民共和国に対する決議を可決し、ラルンガルの取り壊しを非難した。
2017年8月28日、喇荣寺五明佛学院院寺分离方案によって、教育目的の五明佛学院と宗教のための喇荣寺に分離独立した法人となる方針により分離された。

## テレビの特集など
- NHK BSプレミアム：天空の“宗教都市” ～チベット仏教・紅の信仰の世界～（2017年03月11日放送）[3]
- ソニーワールドフォトグラフィーアワード：2016年2月にハンガリーの写真家Attila Baloghのラルンガルゴンパを撮影した写真が選抜候補者名簿に載った[4]。